# Abacoptes ulmivagrans
Abacoptes ulmivagrans är en spindeldjursart som först beskrevs av Hartford Hammond Keifer 1939.  Abacoptes ulmivagrans ingår i släktet Abacoptes och familjen Diptilomiopidae. Inga underarter finns listade i Catalogue of Life.